# Montfey
Montfey est une commune française, située dans le département de l'Aube en région Grand Est.

## Géographie
Le village où se trouve la mairie, se trouve au sommet d'un coteau, à 173 mètres d'altitude, d'où l'on a un vaste panorama sur la campagne environnante où alternent vastes champs, boqueteaux, vallons et coteaux boisés, hameaux. Il est traversé par la D 22, par la D 90 et par le sentier de randonnée « Circuit du Coursannais », CD 22, pour les promeneurs à pied. Ses 135 habitants sont répartis entre le bourg et plusieurs hameaux dont les principaux sont La Brosse et Champgiron.
Montfey se trouve à 144 kilomètres de Paris, à 4 kilomètres du chef-lieu de canton, Ervy-le-Châtel et à 30 kilomètres au sud-ouest de Troyes. Les parties les plus basses sont occupées par les ruisseaux de Coursan et du Boutois lequel est enjambé par un pont romain.
| Villeneuve-au-Chemin | Vosnon     |                |
| Coursan-en-Othe      | Montfey    | Ervy-le-Châtel |
| Racines              | Courtaoult |                |

### Hydrographie

#### Réseau hydrographique
La commune est dans la région hydrographique « la Seine de sa source au confluent de l'Oise (exclu) » au sein du bassin Seine-Normandie. Elle est drainée par le ruisseau du Boutois, le Fossé 01 du Recep, le Boutois et le ruisseau de Coursan,.
Le ruisseau du Boutois, d'une longueur de 12 km, prend sa source dans la commune de Villeneuve-au-Chemin et se jette  dans l'Armance à Soumaintrain, après avoir traversé cinq communes.

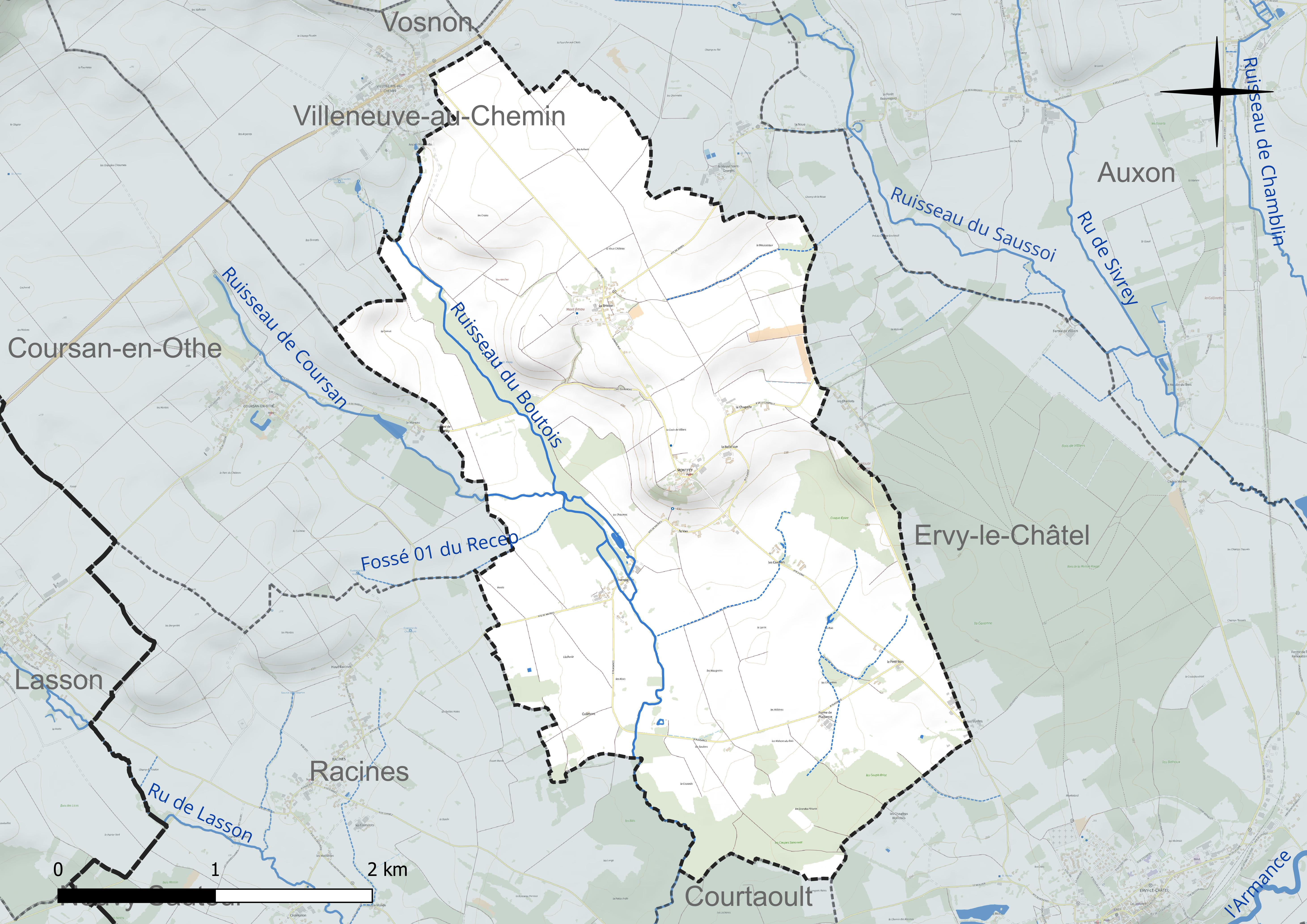
Réseau hydrographique de Montfey.

#### Gestion et qualité des eaux
Le territoire communal est couvert par le schéma d'aménagement et de gestion des eaux (SAGE) « Armançon ». Ce document de planification concerne le territoire du bassin versant de l'Armançon qui s’étend sur 3 100 km2 et se répartit sur trois départements (l'Aube, l'Yonne et la Côte-d'Or). Il a été approuvé le 6 mai 2013. La structure porteuse de l'élaboration et de la mise en œuvre est le syndicat mixte du bassin versant de l'Armançon (SMBVA).
La qualité des cours d’eau peut être consultée sur un site dédié géré par les agences de l’eau et l’Agence française pour la biodiversité.

### Climat
Pour des articles plus généraux, voir Climat du Grand Est et Climat de l'Aube.
En 2010, le climat de la commune est de type climat océanique dégradé des plaines du Centre et du Nord, selon une étude du Centre national de la recherche scientifique s'appuyant sur une série de données couvrant la période 1971-2000. En 2020, Météo-France publie une typologie des climats de la France métropolitaine dans laquelle la commune est exposée à un climat océanique altéré et est dans la région climatique Lorraine, plateau de Langres, Morvan, caractérisée par un hiver rude (1,5 °C), des vents modérés et des brouillards fréquents en automne et hiver.
Pour la période 1971-2000, la température annuelle moyenne est de 10,6 °C, avec une amplitude thermique annuelle de 16 °C. Le cumul annuel moyen de précipitations est de 753 mm, avec 12 jours de précipitations en janvier et 8 jours en juillet. Pour la période 1991-2020, la température moyenne annuelle observée sur la station météorologique de Météo-France la plus proche, « Chessy-les-Prés_sapc », sur la commune de Chessy-les-Prés à 5 km à vol d'oiseau, est de 11,2 °C et le cumul annuel moyen de précipitations est de 756,5 mm. 
La température maximale relevée sur cette station est de 41,4 °C, atteinte le 25 juillet 2019 ; la température minimale est de −22,2 °C, atteinte le 2 janvier 1997,,.
Les paramètres climatiques de la commune ont été estimés pour le milieu du siècle (2041-2070) selon différents scénarios d'émission de gaz à effet de serre à partir des nouvelles projections climatiques de référence DRIAS-2020. Ils sont consultables sur un site dédié publié par Météo-France en novembre 2022.

## Urbanisme

### Typologie
Au 1er janvier 2024, Montfey est catégorisée commune rurale à habitat très dispersé, selon la nouvelle grille communale de densité à 7 niveaux définie par l'Insee en 2022.
Elle est située hors unité urbaine et hors attraction des villes,.

### Occupation des sols
L'occupation des sols de la commune, telle qu'elle ressort de la base de données européenne d’occupation biophysique des sols Corine Land Cover (CLC), est marquée par l'importance des territoires agricoles (86,1 % en 2018), une proportion identique à celle de 1990 (86,1 %). La répartition détaillée en 2018 est la suivante : 
terres arables (69,3 %), forêts (13,8 %), prairies (10,6 %), zones agricoles hétérogènes (6,2 %), zones urbanisées (0,1 %). L'évolution de l’occupation des sols de la commune et de ses infrastructures peut être observée sur les différentes représentations cartographiques du territoire : la carte de Cassini (XVIIIe siècle), la carte d'état-major (1820-1866) et les cartes ou photos aériennes de l'IGN pour la période actuelle (1950 à aujourd'hui).

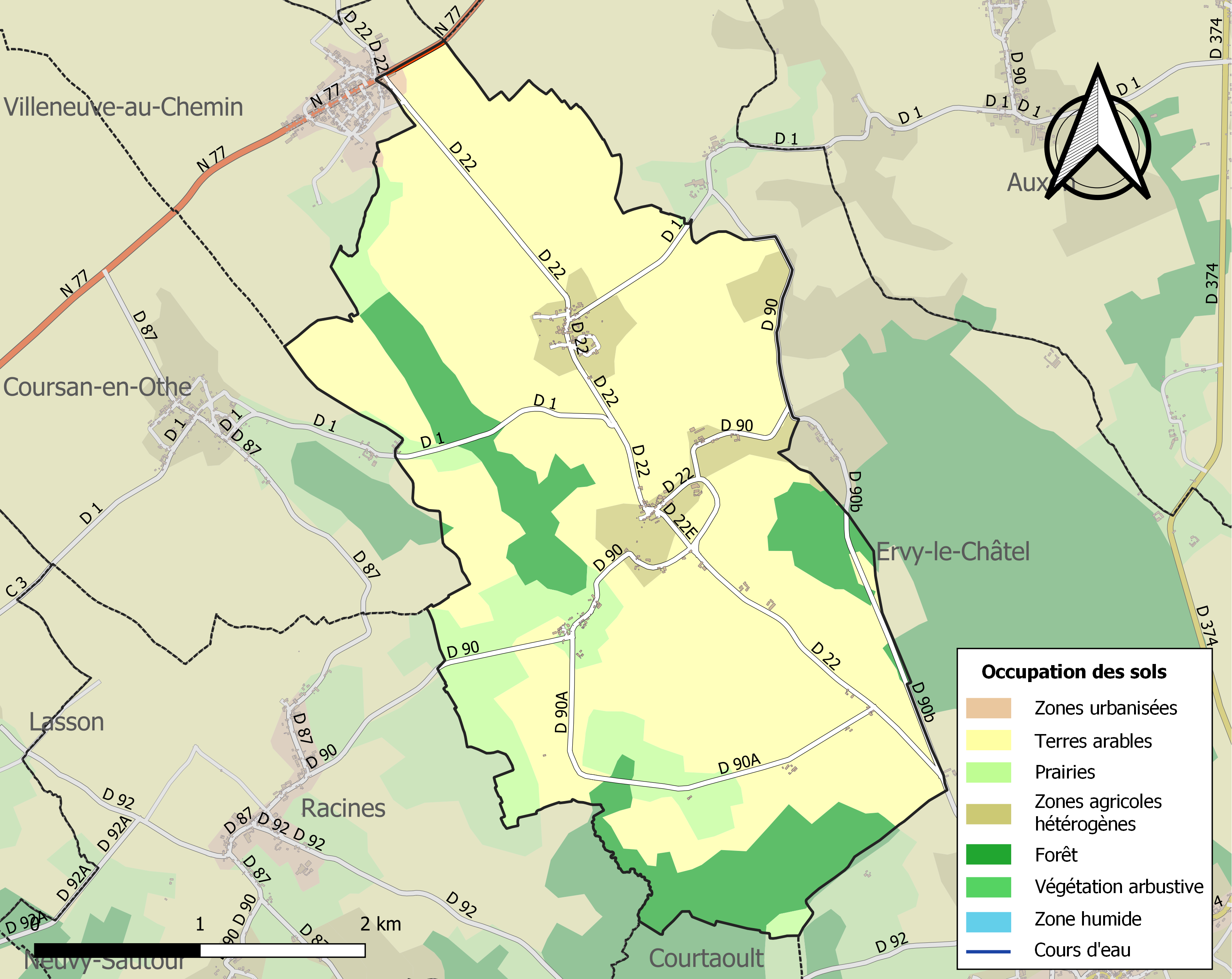
Carte des infrastructures et de l'occupation des sols de la commune en 2018 (CLC).

## Toponymie
Attesté sous les formes latinisées Mons Felium 1146, de Monte Folio vers 1350.
Le nom du village s'est écrit Monfeis (XVe siècle), puis Monfay jusqu'en 1793 et ne s'écrit Montfey qu'à partir de 1801. Le T de « mont » a été rétabli conformément à l'étymologie.
Origine obscure : la première attestation implique un nom de personne germanique Fagela [?], mais la seconde le mot « feuill(é)e ». Le terme a subi l'attraction du vieux français fay / fey « hêtraie » issu du bas-latin fagetu.

## Histoire
Il y avait au territoire deux fiefs, celui de Montfey et celui de la Brosse, tous deux relevant d'Evry.Le 30 novembre 1402 le duc Louis Ier duc d'Orléans passa à « Monfeis » l'acte par lequel il instituait Danry Du Quensnel châtelain du château de la ville d'Orchimont. Il y avait un château avec chapelle à Montfey en 1698.
En 1789, le village relevait de l'intendance et de la généralité de Paris, de l'élection de Saint-Florentin et du bailliage de Troyes.
Selon l'Almanach de Champagne et de Brie du 10 septembre 1874
- Au XIIIe siècle deux seigneurs, Daïembert et Raoul fondèrent à Montfey, dans le voisinage d'une source un couvent de moniales car, alors qu'ils étaient tombés dans un état de complet anéantissement après avoir profané les reliques de la vierge de Lhuître, sainte Tanche leur apparut dans la nuit au milieu d'une atmosphère incandescente, les toucha, les guérit et leur ordonna de raconter ce que Dieu venait de faire pour eux. Reconnaissants, ils promirent et accomplirent ainsi avec cette construction une partie de leur vœu. La fontaine attenante appelée Sainte-Tanche acquit une grande renommée et devint le centre d'un pèlerinage important. Le monastère fut détruit mais les offices religieux autour de la source persistèrent jusqu'au milieu du XVIIIe siècle.

En 1874, Nazarle Jobert lui consacra un sonnet du nom de La Fontaine de sainte Tanche à Montfey.
Elle est humble, et jaillit au flanc d'un monticule

Où jadis s'élevait un couvent de ce nom

Son eau claire que raye un vol de libellule

Enguirlande ses bords d'un réseau de cresson

Un antique noyer lui prête son ombrage

Au printemps égayé par le chant de l'oiseau;

Attenant, pour lui faire un paisible entourage

Croissent des pampres verts tout le long du coteau

Autrefois, les fiévreux, mus par une foi vive

Accouraient y puiser une onde curative:

L'âpre sentier voisin fut creusé sous leurs pas.

Sur le monde a passé le vent du scepticisme,

La croyance aujourd'hui fait place à l'empirisme.

Les malades y vont et...ne guérissent pas.
— Nazarle Jobert

### La Brosse

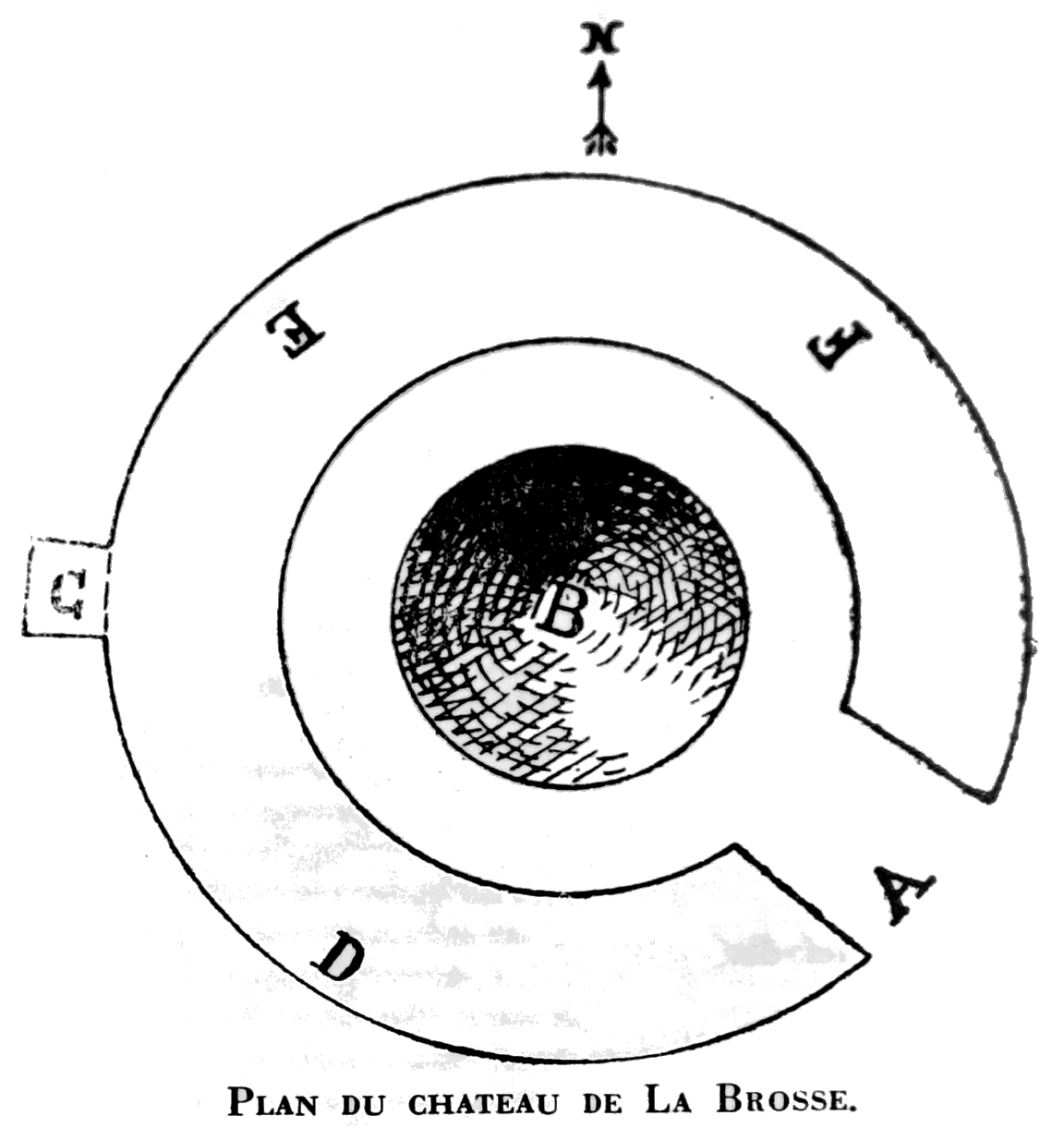
Le château.

Le premier seigneur du lieu est Ithier Li Burs en 1172 ayant fief à la Brosse et Ervy. Itier II fut associé à Jean de Thourotte pour le gouvernement de la Champagne en 1237&38.
Un château est attesté dès 1376 et en 1390. Les habitants avaient, en 1609, un droit d'usage et de pâturage sur : un quart des 764 arpents de bois des dames et sieurs de Saultour ; 3 arpents au hameau des Cordiers ; 6 quartiers au Vau ; 5 arpents au Champ Giron ; 6 arpents à Colimont...

## Politique et administration
| Période                                  | Période   | Identité            | Étiquette | Qualité |
| ---------------------------------------- | --------- | ------------------- | --------- | ------- |
| avant 1988                               | ?         | M. Roger Guillaume  |           |         |
| Juin 1995                                | Mars 2001 | M. André Dosne      |           |         |
| Mars 2001                                | Mars 2014 | M. Alain Coquille   |           |         |
| Mars 2014                                | Mai 2020  | Mme Nelly Deléligne | DVG       |         |
| Mai 2020                                 | En cours  | M. Jérôme Coquille  |           |         |
| Les données manquantes sont à compléter. |           |                     |           |         |

## Démographie
Le gentilé des habitants de Montfey est Montfeyens, Montfeyennes.
L'évolution du nombre d'habitants est connue à travers les recensements de la population effectués dans la commune depuis 1793. Pour les communes de moins de 10 000 habitants, une enquête de recensement portant sur toute la population est réalisée tous les cinq ans, les populations de référence des années intermédiaires étant quant à elles estimées par interpolation ou extrapolation. Pour la commune, le premier recensement exhaustif entrant dans le cadre du nouveau dispositif a été réalisé en 2004.

En 2022, la commune comptait 115 habitants, en évolution de −17,27 % par rapport à 2016 (Aube : +0,7 %, France hors Mayotte : +2,11 %).
| 1793 | 1800 | 1806 | 1821 | 1831 | 1836 | 1841 | 1846 | 1851 |
| ---- | ---- | ---- | ---- | ---- | ---- | ---- | ---- | ---- |
| 566  | 589  | 570  | 573  | 570  | 560  | 505  | 472  | 446  |

| 1856 | 1861 | 1866 | 1872 | 1876 | 1881 | 1886 | 1891 | 1896 |
| ---- | ---- | ---- | ---- | ---- | ---- | ---- | ---- | ---- |
| 442  | 418  | 409  | 504  | 374  | 326  | 313  | 322  | 298  |

| 1901 | 1906 | 1911 | 1921 | 1926 | 1931 | 1936 | 1946 | 1954 |
| ---- | ---- | ---- | ---- | ---- | ---- | ---- | ---- | ---- |
| 290  | 297  | 250  | 201  | 190  | 183  | 177  | 190  | 197  |

| 1962 | 1968 | 1975 | 1982 | 1990 | 1999 | 2004 | 2006 | 2009 |
| ---- | ---- | ---- | ---- | ---- | ---- | ---- | ---- | ---- |
| 202  | 161  | 127  | 114  | 133  | 134  | 137  | 132  | 137  |

| 2014 | 2019 | 2022 | - | - | - | - | - | - |
| ---- | ---- | ---- | - | - | - | - | - | - |
| 138  | 124  | 115  | - | - | - | - | - | - |

## Économie
- Sept exploitations agricoles pratiquant la polyculture (blé, tournesol, maïs, colza, orge pour les brasseries et l'alimentation animale) et l'élevage.
- Une entreprise artisanale de menuiserie-charpente.
- Une coiffeuse à domicile.
- Un gîte rural d'une capacité d'accueil de quatre personnes classé trois épis.

## Lieux et monuments
L'église Saint-Léger de Montfey du XVIe siècle ayant une statue de la Vierge en pierre peinte soutenue par une console, au-dessus de la porte d'entrée, face à l'autel. Les vitraux, déposés au musée des beaux-arts de Troyes en 1939, sont reposés en 2020.
Le lavoir, alimenté par la source Sainte-Tanche, se trouve à proximité d'une aire de repos dont peuvent profiter les randonneurs du circuit pédestre du Coursannais. L'eau de la fontaine devint un lieu de pèlerinage car, disait-on, elle guérissait certaines maladies, la fièvre. De très loin les croyants venaient tremper le linge des malades et assistaient aux offices religieux où le linge était béni.
Enfin, un pont romain enjambe le ruisseau du Boutois.

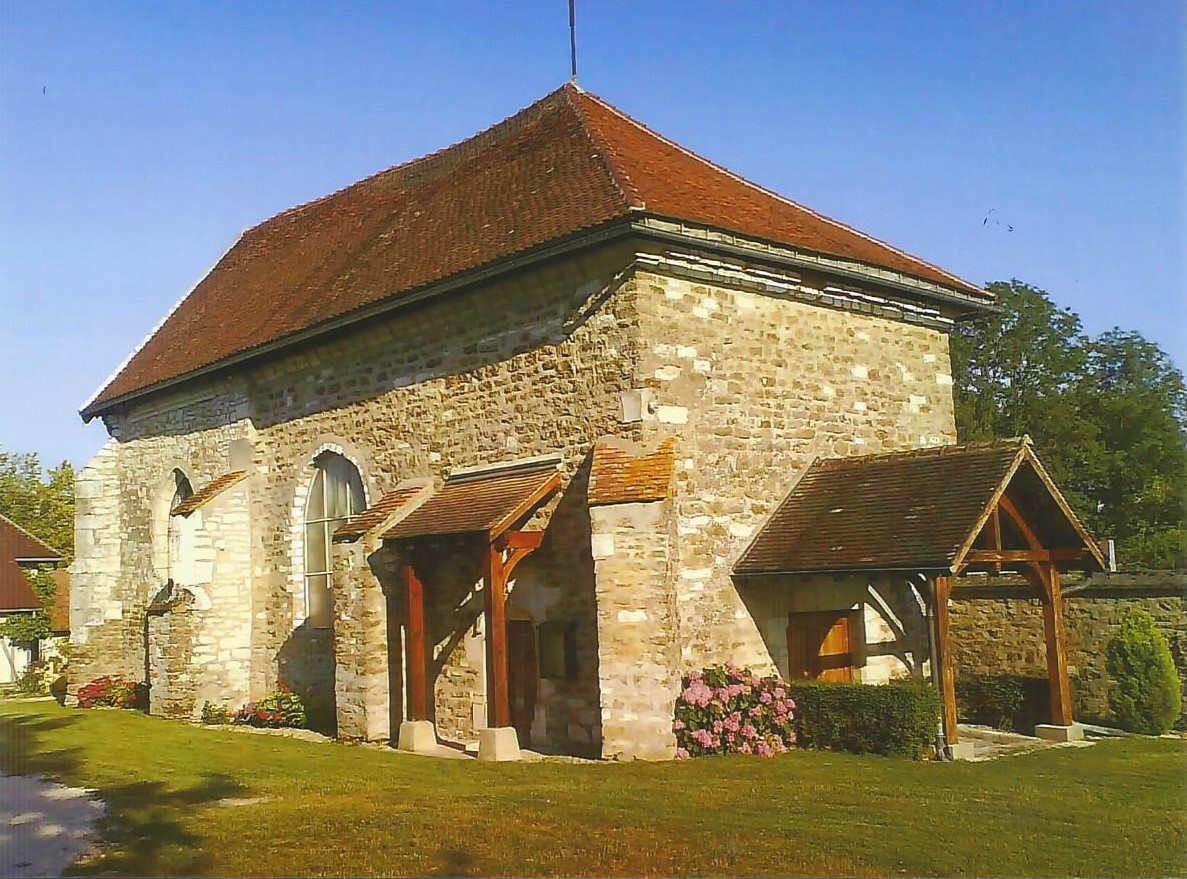
Montfey. L'église Saint-Léger
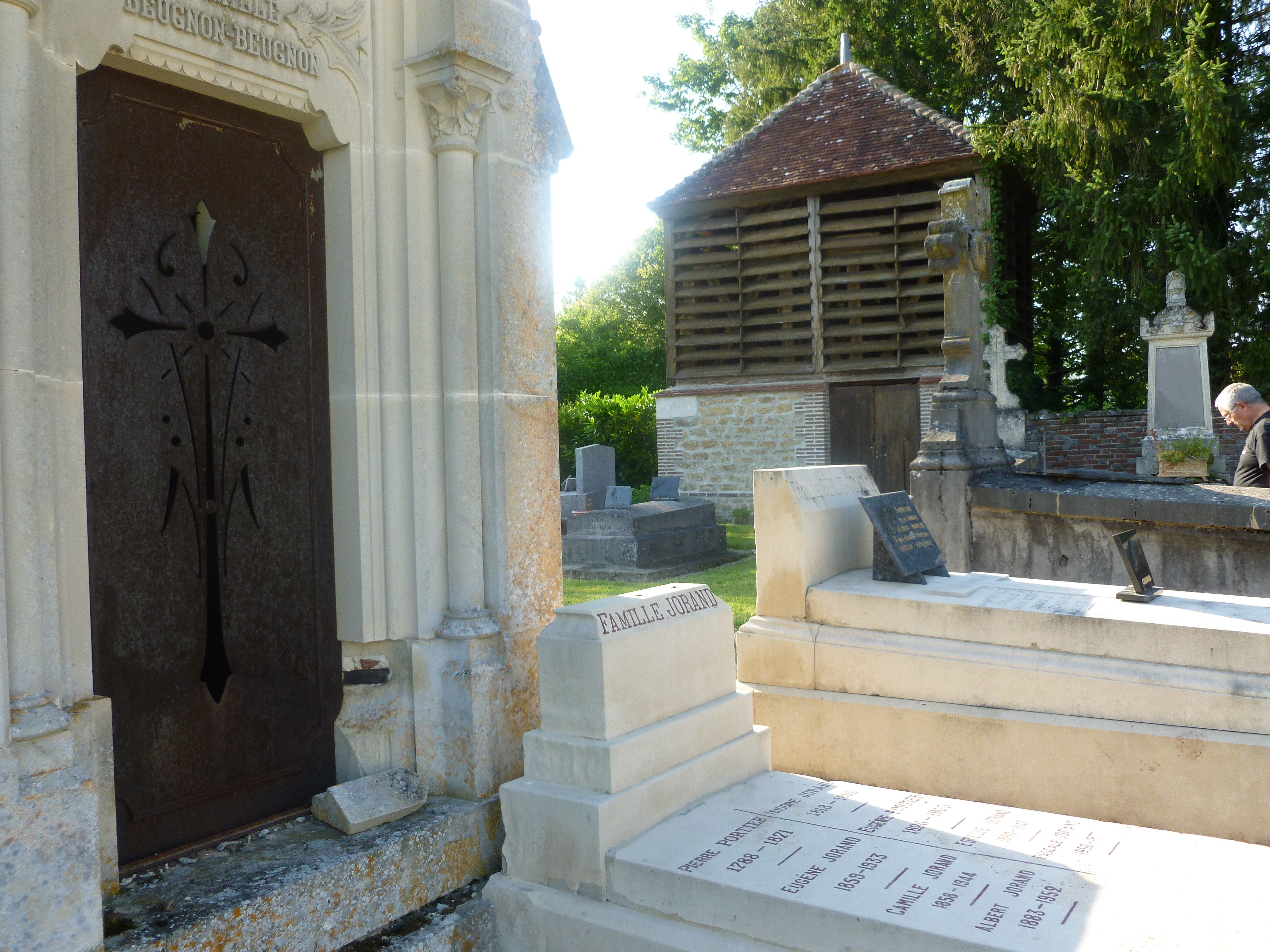
Montfey. L'abri de la cloche de l'église Saint-Léger
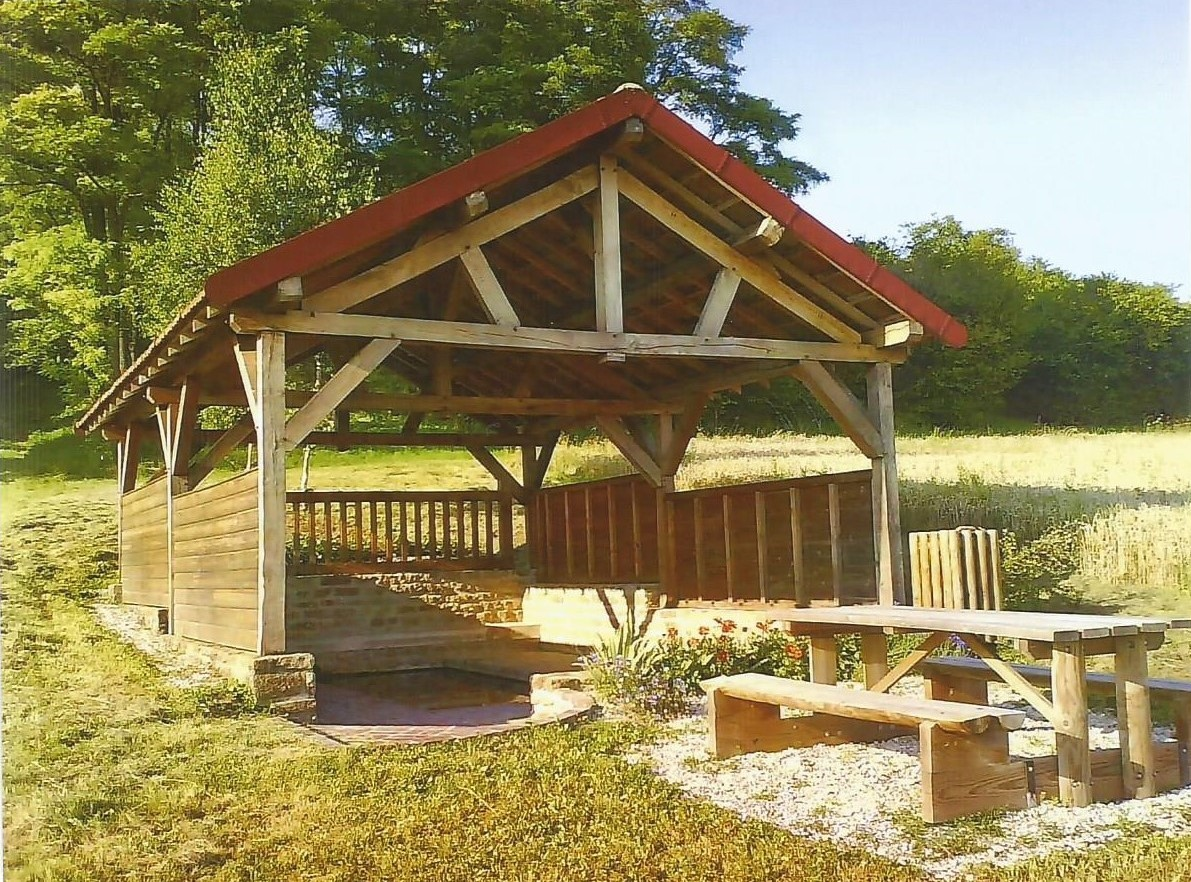
Montfey. Le lavoir

## Loisirs et animations
- Loisirs
  - Chasse : chevreuil, sanglier, etc. il y a une société de chasse
  - Pêche : le ru du Boutois est classé catégorie 1
  - La mairie dispose d'une salle polyvalente d'environ 70 m2
  - Avec les autres communes du canton, Montfey est jumelée avec Stoumont en Belgique. Une année des habitants du canton d'Ervy-le-Châtel vont passer une journée à Stoumont et l'année suivante ce sont les Belges qui sont invités à venir passer une journée.
  - Randonnée pédestre sur le circuit du Coursannais qui passe dans le village
- Diverses animations :
  - Galette des rois
  - 13 et 14 juillet
  - Choucroute du 11-Novembre
  - Repas des anciens
  - Soirée Téléthon, etc.

## Personnalités liées à la commune
- La famille La Broce y avait un château sur motte qui avait disparu en 1376[31].
- Jean-Baptiste-Charlemagne Louis-Bazile (1786-1866), maître de forges et homme politique né à Montfey, député de la Côte-d'Or.
- Frédéric-Eugène Piat né à Montfey en 1827 et décédé à Paris en 1903 fut un ornementiste auquel Jean Pierre Sainte-Marie consacra une monographie

Grâce à "Amicale Généalogie", nous pouvons ajouter Vincent Guerbet, né le 15/11/1787 à Montfey qui eut sa courte période de "gloire". Revenu de la bataille de Wagram avec le genou droit fracassé, le 6 juillet 1809, il reprit son métier de couvreur de paille au hameau "Le Petit-Bois". À l'occasion du mariage de Napoléon Ier avec Marie-Louise de Habsbourg-Lorraine, l'Empereur désirant associer ses sujets à cet heureux évènement accordait une dot, et d'autres avantages, à 6000 militaires à condition qu'ils se marient le 22 avril 1810. Vincent Guerbet fut sélectionné pour bénéficier d'une libéralité de 600 francs lors de son mariage avec Edmée Simon. Amicale Généalogie fournit sur plusieurs pages les détails concernant l'évènement et l'histoire de cette famille tout aussi intéressante que celle de personnages en vue.

## Distinctions
En 2009 le village a été récompensé par le conseil général de l'Aube pour son fleurissement.
Depuis 2008, et sans interruption, le village est distingué par le conseil régional de Champagne-Ardenne pour son fleurissement.